# Sami Frashëri
Sami Frasheri (in turco Şemseddin Sami Bey; Frashër, 1º giugno 1850 – Istanbul, 18 giugno 1904) è stato uno scrittore, filosofo e drammaturgo albanese, e una figura di spicco della Rilindja Kombëtare, il movimento di Rinascita Nazionale albanese del tardo XIX secolo, insieme con i suoi due fratelli  Abdyl e Naim.
Si guadagnò un posto nella storia della letteratura ottomana come autore di talento sotto il nome di Şemseddin Sami Efendi ed contribuì alla riforma della lingua turca ottomana.
Il messaggio di Frashëri, come dichiarato nel suo libro L'Albania - Che cosa è stato, quello che è, e che cosa ne sarà di essa, pubblicato nel 1899, è diventato il manifesto del Rinascimento albanese (Rilindja Kombëtare). Frashëri discusse le prospettive di una repubblica indipendente e libera dell'Albania. In questo modo, a partire dalla richiesta di autonomia, dalla lotta per un alfabeto albanese, e per l'istruzione, aiutò il movimento di liberazione nazionale albanese a sviluppare le proprie rivendicazioni.

## Biografia
Nato da famiglia di fede musulmana bektashi, Sami Frashëri era uno dei figli del bey di Frashër, nel distretto di Përmet.
Studiò nel liceo "Zosimea", una scuola in lingua greca di Giannina, dove entrò in contatto con la cultura occidentale, studiando filosofia e lingue come il greco, il francese e l'italiano. Con l'aiuto di un insegnante personale imparò anche l'arabo, il turco ed il persiano.
Nel 1872 si trasferì a Istanbul, dove lavorò nell'ufficio stampa del governo.
Insieme con il suo fratello maggiore Abdyl, ed altri come Hasan Tahsini, Pashko Vasa e Jani Vreto, fondò il Comitato Centrale per la salvaguardia dei diritti nazionali albanesi. All'inizio del 1879 questo comitato istituì una commissione per l'alfabeto albanese. Fondò e diresse anche la Società per la pubblicazione degli scritti albanesi, che pubblicava libri e testi scolastici in albanese.
Morì il 18 giugno 1904 dopo una grave malattia nella sua casa a Erenköy, Istanbul.